# Take Off Your Pants and Jacket
| Đánh giá chuyên môn  | Đánh giá chuyên môn |
| Điểm trung bình      | Điểm trung bình     |
| Nguồn                | Đánh giá            |
| -------------------- | ------------------- |
| Metacritic           | 69/100              |
| Nguồn đánh giá       |                     |
| Nguồn                | Đánh giá            |
| AbsolutePunk         | 95%                 |
| Allmusic             | [ 5 ]               |
| Entertainment Weekly | C+                  |
| Q                    | (favorable)         |
| Robert Christgau     | A−                  |
| Rolling Stone        | [ 9 ]               |
| Slant Magazine       | [ 10 ]              |
| Toronto Sun          | (favorable)         |
| The Village Voice    | (favorable)         |
| Rock Hard (de)       | 7.5/10              |

Take Off Your Pants And Jacket là album phòng thu thứ tư của ban nhạc punk rock Mỹ, Blink-182. Album này là một thành công lớn, ra mắt tại #1 và bán được hơn 350.000 bản trong tuần đầu tiên của nó trên Billboard 200, trở thành album duy nhất của ban nhạc làm được như vậy.

## Danh sách các bài hát
Tất cả các ca khúc được viết bởi Mark Hoppus, Tom DeLonge và Travis Barker.
| STT              | Nhan đề                                       | Thời lượng |
| ---------------- | --------------------------------------------- | ---------- |
| 1.               | "Anthem Part Two" (DeLonge)                   | 3:48       |
| 2.               | "Online Songs" (Hoppus)                       | 2:25       |
| 3.               | "First Date" (DeLonge)                        | 2:51       |
| 4.               | "Happy Holidays, You Bastard" (Hoppus)        | 0:42       |
| 5.               | "Story of a Lonely Guy" (DeLonge)             | 3:39       |
| 6.               | "The Rock Show" (Hoppus)                      | 2:51       |
| 7.               | "Stay Together for the Kids" (Hoppus/DeLonge) | 3:59       |
| 8.               | "Roller Coaster" (Hoppus)                     | 2:47       |
| 9.               | "Reckless Abandon" (DeLonge)                  | 3:06       |
| 10.              | "Everytime I Look for You" (Hoppus)           | 3:05       |
| 11.              | "Give Me One Good Reason" (DeLonge)           | 3:18       |
| 12.              | "Shut Up" (Hoppus)                            | 3:20       |
| 13.              | "Please Take Me Home" (DeLonge)               | 3:05       |
| Tổng thời lượng: | Tổng thời lượng:                              | 38:56      |

| Red Take Off version | Red Take Off version         | Red Take Off version |
| STT                  | Nhan đề                      | Thời lượng           |
| -------------------- | ---------------------------- | -------------------- |
| 14.                  | "Time to Break Up" (DeLonge) | 2:53                 |
| 15.                  | "Mother's Day" (Hoppus)      | 1:37                 |

| Yellow Pants version | Yellow Pants version          | Yellow Pants version |
| STT                  | Nhan đề                       | Thời lượng           |
| -------------------- | ----------------------------- | -------------------- |
| 14.                  | "What Went Wrong" (DeLonge)   | 3:13                 |
| 15.                  | "Fuck a Dog" (Hoppus/DeLonge) | 1:25                 |

| Green Jacket version | Green Jacket version                | Green Jacket version |
| STT                  | Nhan đề                             | Thời lượng           |
| -------------------- | ----------------------------------- | -------------------- |
| 14.                  | "Don't Tell Me It's Over" (DeLonge) | 2:34                 |
| 15.                  | "When You Fucked Grandpa" (Hoppus)  | 1:39                 |

| Tour edition bonus DVD | Tour edition bonus DVD                                   | Tour edition bonus DVD |
| STT                    | Nhan đề                                                  | Thời lượng             |
| ---------------------- | -------------------------------------------------------- | ---------------------- |
| 1.                     | "The Urethra Chronicles II: Harder Faster Faster Harder" | 48:00                  |

## Personnel
| Blink-182 - Mark Hoppus – vocals, bass guitar - Tom DeLonge – vocals, guitars - Travis Barker – drums Artwork - Tim Stedman – art direction, design - Marcos Orozco – design - Justin Stephens – photography - Intersection Studio – symbol design Additional musicians - Roger Joseph Manning, Jr. – keyboards | Production - Jerry Finn – production - Tom Lord-Alge – mixing - Joe McGrath – engineering - Joe Marlett – assistant engineer - Ted Reiger – assistant engineer - Robert Read – assistant engineer - Femio Hernandez – mixing assistant - Mike "Sack" Fasano – drum tech - Brian Gardner – mastering Management - Rick DeVoe – Manager for Rick DeVoe Management - Gary Ashley – A&R |

## Bảng xếp hạng
| Chart (2001)             | Peak position |
| ------------------------ | ------------- |
| Top Internet Albums      | 1             |
| Australian Albums Chart  | 2             |
| Canadian Albums Chart    | 1             |
| French Albums Chart      | 13            |
| German Albums Chart      | 1             |
| Irish Albums Chart       | 10            |
| Italian Albums Chart     | 4             |
| Japanese Albums Chart    | 31            |
| New Zealand Albums Chart | 10            |
| Swiss Music Charts       | 4             |
| UK Albums Chart          | 4             |
| U.S. Billboard 200       | 1             |

| Country        | Certification | Sales      |
| -------------- | ------------- | ---------- |
| Australia      | Platinum      | 70,000+    |
| Brazil         | Gold          | 40,000+    |
| Canada         | 2x Platinum   | 200,000+   |
| Thuỵ Sĩ        | Gold          | 15,000+    |
| Vương quốc Anh | Platinum      | 300,000+   |
| Hoa Kỳ         | 2x Platinum   | 2,000,000+ |

## Lịch sử phát hành
| Region         | Date                     | Label  | Format | Catalog                      | Notes                                                                       |
| -------------- | ------------------------ | ------ | ------ | ---------------------------- | --------------------------------------------------------------------------- |
| Hoa Kỳ         | ngày 12 tháng 6 năm 2001 | MCA    | CD     | 088 112 627-2                | Standard edition                                                            |
| Hoa Kỳ         | ngày 12 tháng 6 năm 2001 | MCA    | CD     | 088 112 627-2, 088 112 629-2 | Red version                                                                 |
| Hoa Kỳ         | ngày 12 tháng 6 năm 2001 | MCA    | CD     | 088 112 627-2, 088 112 628-2 | Yellow version                                                              |
| Hoa Kỳ         | ngày 12 tháng 6 năm 2001 | MCA    | CD     | 088 112 627-2, 088 112 661-2 | Green version                                                               |
| Vương quốc Anh | ngày 12 tháng 6 năm 2001 | MCA    | CD     | 112 671-2                    | Standard                                                                    |
| Australia      | ngày 12 tháng 6 năm 2001 | MCA    | CD     | 112 673-2                    | Standard                                                                    |
| Châu Âu        | ngày 12 tháng 6 năm 2001 | MCA    | CD     | 112 671-2                    | Standard                                                                    |
| Châu Âu        | ngày 12 tháng 6 năm 2001 | MCA    | LP     | 112 674-1                    | Original first pressing                                                     |
| Mỹ             | November 2010            | Geffen | LP     | B0014819-01                  | Tri-color reissue, gatefold packaging                                       |
| Mỹ             | ngày 25 tháng 2 năm 2012 | Geffen | LP     | B0014819-01                  | 180-gram reissue, gatefold packaging                                        |
| Mỹ             | ngày 7 tháng 5 năm 2013  | Geffen | LP     | SRC025/SRC026/SRC027/SRC028  | 180-gram reissue, gatefold packaging, three 7-inch singles for bonus tracks |